# Орекієтте
Орекієтте (італ. Orecchiette — вушки; однина orecchietta) — це типова паста для Апулії, регіону Південної Італії. Їх назва походить від форми, яка нагадує маленьке вухо.

## Етимологія
З італійської мови orecchia перекладається як вухо та -etta як мале.

## Опис
Орекієтте має форму невеликого купола, центр якого тонший за край, і має шорстку поверхню. Як і інші види макаронних виробів, орек'єтте готують із твердих сортів пшениці та води. Яйця використовуються рідко. У традиційній південноіталійській домашній кухні тісто розкачують, а потім нарізають кубиками. Кожен кубик придавлюють ножем, тягнучи його по дошці і згортаючи (роблячи кавателлі). Потім виріб перевертають на великий палець.

## Назви та варіації
На діалекті Таранто вони називаються recchietedde, або chiancaredde.
У Чистерніно орекієтте виготовляють із твердих сортів пшениці ; вони більші і набувають іншої форми, з глибокими внутрішніми ребрами, дуже схожими на вухо. Вони називаються recchie d' privte — тобто «попові вуха». Типовою святковою стравою є орекієтте з кролятиною.
Cavatelli, strascinati (strascinate, на діалекті Барі) і cencioni виготовляються як orecchiette, без останнього етапу формування увігнутої форми. Strascinati і Cencioni зазвичай більші за orecchiette.
У Китаї подібний вид пасти називається猫耳朵(māo ěr duǒ, буквально «котячі вуха»).

## Страви
Орекієтте зазвичай подають із таким м'ясом як свинина, каперсами та білим вином.
Традиційною стравою з Апулії є orecchiette alle cime di rapa, страва з орекієтте та rapini, яку також називають бадиллям ріпи. Брокколі або цвітна капуста також широко використовуються як альтернатива. Особливо навколо Капітанати та Салентина орекієтте традиційно заправляють томатним соусом (al sugo), іноді з мініатюрними фрикадельками або посипають рікоттою.
Італійська кулінарна книга Il cucchiaio d'argento (в англійському перекладі The Silver Spoon) припускає, що орекієтте ідеально підходить для овочевих соусів.

## Див.також
- Італійська кухня
- Різновиди пасти